# Síndrome da pessoa rígida

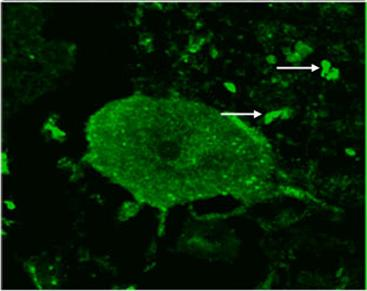
Cerebelo humano saudável, camada de células de Purkinje, t = 36 semanas após o tratamento com rituximab, corado com um anticorpo monoclonal anti-GAD65 de referência. As setas finas mostram terminais pré-sinápticos corados apenas com o anticorpo monoclonal anti-GAD65

A síndrome da pessoa rígida (SPR) é um distúrbio neurológico caracterizado pela rigidez muscular e espasmos que pioram com o tempo. Afeta principalmente o tronco, os braços e as pernas. Os espasmos podem ser desencadeados por som, toque ou emoções. As complicações podem incluir má postura, fraturas ósseas, dor crônica e quedas frequentes.
Na maioria dos casos, a causa não é clara, embora se acredite que um mecanismo autoimune esteja envolvido. Muitos casos estão associados a outras condições autoimunes, como diabetes tipo 1. Raramente ocorre como uma síndrome paraneoplásica. O diagnóstico geralmente é feito pela descoberta de níveis muito elevados de anticorpos contra glutamato descarboxilase (GAD) no sangue ou no líquido cefalorraquidiano. A eletromiografia também pode ser útil.
Os sintomas podem ser tratados com medicamentos como diazepam, baclofeno ou gabapentina.  A imunoglobulina intravenosa ou a plasmaférese também podem ajudar. Geralmente resulta em baixa qualidade de vida, resultando frequentemente em depressão ou ansiedade. A expectativa de vida é menor.
A síndrome da pessoa rígida é rara, ocorrendo em cerca de uma em um milhão de pessoas. O início ocorre mais frequentemente entre os 20 e 60 anos de idade, embora possa ocorrer raramente em crianças. As mulheres são afetadas duas vezes mais que os homens. A condição foi descrita pela primeira vez em 1956 por Frederick Moersch e Henry Woltman.
Podemos dividir a SPS em três categorias:
- tipo I, associada a outras doenças auto-imunes e geralmente positiva para GAD;
- tipo 2, paraneoplásica, na maioria das vezes positiva para anti-amfifisina; e
- tipo 3, SPS seronegativa, que é principalmente idiopática.[6]

A etiologia da SPS tem uma aparente raiz autoimune, mas a sua patogénese não é completamente clara. Está geralmente associada a anticorpos contra a descarboxilase do ácido glutâmico (GAD) e a anticorpos contra a gefirina, o recetor da glicina-alfa1 ou a proteína associada ao recetor do ácido gama-aminobutírico (GABA). A falta de sinais dependentes do GABA causa rigidez e rigidez dos músculos tronculares e aumenta a sensibilidade ao toque ou ao ruído. Podem ser diagnosticadas outras doenças auto-imunes, como a diabetes tipo 1 e a tiroidite de Hashimoto, devido à sua base autoimune. Em contrapartida, a SPR paraneoplásica está geralmente ligada a anticorpos anti-amfifisina e está associada a tumores malignos do pulmão, timo, mama e linfoma.
O diagnóstico da SPS requer um elevado índice de suspeita. No entanto, não existem critérios aceites neste momento. As características significativas que aumentam a suspeita de medo são as seguintes
1. Rigidez nos membros e nos músculos axiais, o que resulta na incapacidade de deambulação.
2. Presença de espasmos que são precipitados por movimentos, ruídos ou perturbações emocionais.
3. Resposta positiva ao diazepam.
4. Atividade contínua da unidade motora na eletromiografia (EMG), que é suprimida com o diazepam.
5. Ausência de outros sinais neurológicos que apontem para outro diagnóstico.
Foram feitos avanços significativos no diagnóstico e na compreensão da SPR. No entanto, o tratamento da SPR não foi claramente estabelecido, e os médicos lutam para tratar esta condição. Uma vez que o prognóstico da SPR pode ser devastador, é importante estabelecer um protocolo de tratamento correto.

## Classificação clínica
A síndrome da pessoa rígida (SPR) foi descrita pela primeira vez em 1956 por Frederick Moersch e Henry Woltman com base numa série de casos de 14 doentes com rigidez flutuante progressiva dos músculos da coluna vertebral, abdominais e das coxas. Esta doença era anteriormente designada por síndrome do homem rígido e é também conhecida por síndrome de Moersch-Woltman.  
A classificação clínica atual da SPS inclui:
- SPS clássica
- Variantes parciais da SPS
- Encefalomielite progressiva com rigidez e mioclonias (PERM).[9]

A SPR clássica é a forma clínica mais comum, presente em 70 a 80% dos doentes com SPR. Está associada a anticorpos anti-ácido glutâmico descarboxilase (anti-GAD). [A doença tem um início insidioso com agravamento gradual ao longo do tempo e conduz frequentemente a incapacidade permanente e, nalguns casos, a mortalidade. A SPR pode coexistir com outras doenças autoimunes, incluindo a Diabetes Mellitus Tipo 1 (DM-1), a doença autoimune da tiroide, a anemia perniciosa, a doença celíaca e o vitiligo.
Foram descritas várias variantes clínicas da SPR, incluindo a síndrome dos membros rígidos, a SPR espasmódica, a variante cerebelar, a SPR com epilepsia e a distonia.A variante paraneoplásica está associada a malignidades da mama, do cólon, da tiroide, do pulmão, linfomas de Hodgkin e não-Hodgkin e tende a manifestar-se clinicamente antes do próprio cancro.
A PERM, descrita pela primeira vez em 1956, é conhecida como síndrome SPR-plus. Os doentes apresentam rigidez dos músculos axiais e dos membros, mioclonias difusas, para além de uma instabilidade autonómica proeminente.

## Etiologia
A SPR é uma doença autoimune associada a títulos elevados de autoanticorpos contra vários componentes das sinapses inibitórias, o que leva ao seu funcionamento deficiente através de um baixo nível de ácido gama-aminobutírico (GABA) nas junções neuronais mou pós-sinápticas. 
A forma paraneoplásica representa 5% a 10% de todos os casos e é caracterizada pela presença de anticorpos contra a anfifisina e, menos frequentemente, contra a gefirina. A malignidade mais comum associada à variante paraneoplásica inclui o adenocarcinoma da mama, seguido do adenocarcinoma do cólon, do carcinoma do pulmão de pequenas células, de malignidades do timo e da glândula tiroide e do linfoma de Hodgkin.
A predisposição genética foi determinada pela presença dos alelos DQB1 e DRB1 do MHC-II, que aumentam o risco de variantes idiopáticas e paraneoplásicas da SPR.

## Epidemiologia
A prevalência estimada da SPR clássica na população em geral é de 1 a 2 casos por milhão, sendo as mulheres afectadas duas vezes mais do que os homens, independentemente da raça. A maioria dos doentes desenvolve sintomas entre os 20 e os 60 anos de idade, mais frequentemente entre os 30 e os 40 anos. A PERM ocorre normalmente em adultos mais velhos, entre os cinquenta e os sessenta anos. Apenas 5% dos casos de SPS foram registados em crianças.

## Fisiopatologia
A patogénese da SPR tem sido explicada por uma inflamação autoimune mediada por células B que afecta diferentes componentes dos neurónios GABAérgicos inibitórios e as suas sinapses. A produção de auto-anticorpos contra antigénios envolvidos na síntese e libertação de GABA no sistema nervoso central resulta numa disfunção das principais vias inibitórias, levando a uma diminuição do relaxamento dos músculos troncais e axiais devido à hiperexcitabilidade do córtex motor. A descarboxilase do ácido glutâmico (GAD) é uma enzima intracelular que transforma o glutamato em GABA e é um alvo primário e o antigénio mais comum identificado na SPS clássica: GAD67 e GAD65. A produção de base de GABA é regulada pelo GAD67, enquanto a segunda isoforma fornece GABA adicional quando há um aumento da procura.
Em primeiro lugar, a produção de anticorpos anti-GAD65 é uma marca de um processo patológico na SPR clássica e encontra-se em 70-80% dos casos. Para além da SPR clássica, os anticorpos anti-GAD têm sido associados a outras doenças neurológicas autoimunes, incluindo encefalite límbica, epilepsia autoimune, ataxia cerebelar, mioclonia e nistagmo. Atualmente, estas perturbações incluem as perturbações do espetro de anticorpos GAD (GAD-SD). Atualmente, não é claro se os diferentes padrões de ligação de epítopos podem causar diversas apresentações clínicas de GAD-SD. Também se observam títulos baixos de anticorpos anti-GAD em doentes com DM-1, e até 30% dos doentes com GAD-SD, incluindo SPR, têm DM-1. No entanto, os títulos elevados de anticorpos anti-GAD são observados apenas na GAD-SD.
Os antigénios adicionais descritos na SPS incluem a proteína associada ao recetor GABA(A) (GABARAP), a proteína-6 semelhante à dipeptidil-peptidase (DPPX), bem como o recetor de glicina (GlyR), que está associado à PERM.
Uma variante paraneoplásica da SPR está associada a anticorpos contra a anfifisina ou a gefirina. A anfifisina é uma proteína pré-sináptica intracelular envolvida na endocitose da membrana da vesícula e regula a expressão dos receptores GABA na membrana do axónio. Foi demonstrado que os anticorpos contra a anfifisina podem diminuir a quantidade de receptores GABA, reduzindo a endocitose das vesículas que contêm GABA. Por conseguinte, este facto diminui o conjunto de vesículas pré-sinápticas e conduz a uma transmissão GABA prejudicada.

## Histopatologia
Algumas das características histopatológicas da SPR incluem a perda de neurónios GABAérgicos na medula espinal e no cerebelo, com áreas dispersas de alterações inflamatórias. Além disso, também foram descritas a cromatólise e a vacuolização das células do corno anterior dos segmentos inferiores da medula espinal. A SPR paraneoplásica está associada a alterações inflamatórias mais pronunciadas nos lobos temporais, tronco cerebral e medula espinal.

## Historial e exame físico

### SPR clássica
A SPR clássica é uma doença com um início insidioso e uma progressão gradual ao longo de alguns meses. Geralmente começa com rigidez e rigidez dos músculos do tronco, especificamente na região toracolombar, devido à contração contínua dos músculos abdominais e paraespinhais. Os doentes descrevem dificuldades em dobrar-se e virar-se, sentindo que andam como um "homem de lata". Mais tarde, a rigidez estende-se às extremidades superiores e inferiores proximais e acaba por conduzir a múltiplas anomalias ortopédicas crónicas, como o aumento da lordose lombar, deformidades articulares e postura anormal, o que resulta numa aparência de "estátua" e é acompanhado por distúrbios da marcha e quedas múltiplas. Além disso, os doentes desenvolvem espasmos musculares generalizados dolorosos e respostas de sobressalto exageradas, precipitadas por estímulos tácteis, visuais ou acústicos inesperados e emoções fortes. Os doentes desenvolvem frequentemente depressão, fobias específicas de tarefas, medo de espaços abertos, ansiedade antecipatória devido a espasmos desencadeados e sobressalto patológico.
Devido às comorbilidades psiquiátricas comuns, a SPR está a ser incorretamente diagnosticada como uma perturbação neurológica funcional ou uma doença psiquiátrica primária. Os doentes têm geralmente flutuações diurnas dos sintomas, que pioram com o stress físico e emocional, o tempo frio e as infecções. Os músculos distais e faciais são poupados até mais tarde no curso da doença. A frequência e a duração dos espasmos dolorosos variam. Nalguns casos, os espasmos graves podem durar horas ("status spasticus"), exigindo frequentemente uma ida às urgências para tratamento com relaxantes musculares intravenosos. Em casos raros, os músculos respiratórios podem ser afectados.

### Variantes parciais da SPR
A síndrome dos membros rígidos apresenta-se com espasmos isolados dos membros e músculos do tronco maioritariamente poupados. A postura anormal do membro distal pode assemelhar-se a distonia. A rigidez pode eventualmente envolver outros músculos, mas permanece mais grave num só membro. Na síndrome do tronco rígido, os espasmos envolvem apenas a musculatura axial, poupando as extremidades. Raramente foram registadas anomalias extra-oculares com oscilopsia, opsoclonia e nistagmo. Os doentes com a variante cerebelosa (SPS-Cer) apresentam dismetria, ataxia da marcha e nistagmo sobrepostos à rigidez.

### SPR paraneoplásica
Foi descrito por alguns autores que a SPR paraneoplásica demonstra uma rigidez mais significativa no pescoço e nas extremidades superiores. Estes doentes apresentam geralmente uma resposta mais rápida à terapêutica e uma melhoria clínica significativa após a remoção da neoplasia maligna.

### Encefalomielite Progressiva com Rigidez e Mioclonia
A PERM é uma variante mais grave da SPS, caracterizada por um curso recorrente-remitente e um envolvimento mais extenso de diferentes partes do SNC, incluindo o tronco cerebral. O resultado é uma diminuição da consciência ou alteração da mentalidade, disfunção dos músculos extra-oculares, ataxia e insuficiência autonómica.

## Avaliação
O diagnóstico da SPR é geralmente feito clinicamente através de um exame neurológico minucioso com o apoio de resultados de eletrodiagnóstico e laboratoriais. Os critérios de diagnóstico da SPR evoluíram ao longo dos anos, sendo os mais aceites os critérios revistos por Dalakas em 2009.
Os critérios de diagnóstico actuais para a SPR clássica incluem: 
- Rigidez nos membros e nos músculos axiais, proeminente no abdómen e na região toracolombar
- Espasmos dolorosos precipitados por estímulos tácteis e auditivos inesperados
- Evidência de atividade contínua da unidade motora nos músculos agonistas e antagonistas demonstrada por EMG
- Ausência de outras deficiências neurológicas que possam apoiar um diagnóstico alternativo
- Serologia positiva para autoanticorpos anti-GAD65 ou anti-amfifisina
- Resposta clínica à terapêutica com benzodiazepinas

O nível de anticorpos anti-GAD no soro superior a 10.000 UI/mL apoia a impressão clínica de SPS. A análise do LCR é geralmente normal. Em doentes com PERM, foi demonstrado um ligeiro aumento da contagem de células do LCR com proteínas elevadas e bandas oligoclonais positivas, bem como autoanticorpos positivos contra receptores de glicina.
Os testes de eletrodiagnóstico são úteis para excluir outras patologias nervosas e musculares e para confirmar o diagnóstico clínico. Os estudos de rotina da condução nervosa na SPR são geralmente normais. A eletromiografia de agulha (EMG) na SPR mostra uma atividade involuntária contínua das unidades motoras, mesmo em repouso, apesar do esforço volitivo para relaxar. A atividade contínua das unidades motoras e a co-ativação dos músculos agonistas-antagonistas são características-chave do diagnóstico e são sobretudo detectadas nos músculos do tronco, especialmente nos músculos paraespinhais e abdominais e nos músculos dos membros proximais.
A ressonância magnética do cérebro e da medula espinhal não é geralmente diagnóstica na SPR clássica, mas é frequentemente efectuada para excluir outras causas de rigidez e rigidez.
A espetroscopia por ressonância magnética pode mostrar uma alteração focal dos níveis de GABA na área motora do cérebro na SPR. Em doentes com PERM, a RM pode mostrar sinais hiperintensos na medula espinal e no tronco cerebral.
Para diagnosticar uma variante paraneoplásica, é importante verificar a existência de anticorpos contra a anfifisina e a gefirina e iniciar um exame neoplásico imediato.
Uma vez que cerca de 35 % dos doentes diagnosticados com SPR têm DM-1 e cerca de 5 % têm doença autoimune da tiroide associada, é habitualmente realizada uma pesquisa de doenças auto-imunes coexistentes.

## Tratamento
As opções de tratamento para a SPR podem ser divididas em duas categorias principais: sintomática e modificadora da doença ou imunoterapia. Estas linhas de terapia são normalmente utilizadas em combinações, dependendo da gravidade da doença.
A gestão sintomática é um padrão de terapia inicial e centra-se na diminuição da rigidez, da rigidez e dos espasmos musculares dolorosos. É conseguido utilizando medicamentos que promovem os efeitos GABA, como as benzodiazepinas, o baclofeno, a gabapentina e a vigabatrina. O diazepam é conhecido por ser um agente sintomático de primeira linha para pacientes com SPR. No entanto, não é raro desenvolver tolerância e dependência às benzodiazepinas ao longo do tempo, resultando na perda dos seus efeitos benéficos. O baclofeno intratecal também é utilizado com eficácia em alguns doentes. Outros relaxantes musculares frequentemente utilizados incluem o dantrolene e a tizanidina. O controlo dos sintomas também inclui o tratamento de convulsões e comorbilidades psiquiátricas coexistentes com medicamentos antiepilépticos e antidepressivos, respetivamente.
A terapêutica modificadora da doença é um tratamento imunomodulador específico que visa reduzir ou eliminar os auto-anticorpos. A imunoglobulina intravenosa (IVIG) é comprovadamente a imunoterapia mais eficaz na SPR, promovendo uma melhoria clínica até 1 ano após um curso padrão de cinco sessões. Ao contrário da IVIG, o benefício da troca de plasma ainda não está totalmente estabelecido, e a maioria dos doentes apenas demonstra uma melhoria temporária ou nula dos sintomas. 
A eficácia dos corticosteróides é controversa na SPR. O rituximab, um anticorpo monoclonal contra o antigénio CD20 das células B, proporcionou um benefício duradouro em ensaios não aleatórios. A utilização de outros agentes imunomoduladores, incluindo o micofenolato de mofetil, a azatioprina, a ciclofosfamida, a ciclosporina, o tacrolimus e o sirolimus, tem sido relatada com efeitos variáveis.

## Diagnóstico diferencial
O diagnóstico diferencial da SPR é amplo e inclui doenças do cérebro, da medula espinal e dos músculos:
- Mielopatia: compressiva, inflamatória, infecciosa, isquémica
- Miopatias e distrofias musculares
- Doença de Parkinson idiopática e síndromes Parkinson-plus
- Encefalite autoimune
- Esclerose lateral primária
- Esclerose múltipla progressiva
- Distonia generalizada ou focal
- Neuromiotonia
- Síndrome de Isaac
- Espondilite anquilosante
- Paraplegia espástica hereditária
- Hiperecplexia hereditária
- Leucodistrofias
- Síndrome maligno dos neurolépticos, síndrome da serotonina ou hipotermia maligna
- Tétano
- Perturbação neurológica funcional

## Prognóstico
O prognóstico para os doentes com SPR depende de múltiplos factores, incluindo a apresentação clínica, a duração dos sintomas, o processo neoplásico coexistente e a resposta à terapêutica. É crucial iniciar atempadamente a terapêutica para prevenir ou diminuir a progressão e evitar complicações a longo prazo. A maioria dos doentes melhora com a medicação, mas continuam a ocorrer flutuações precipitadas por factores de stress físico e emocional. Apesar da disponibilidade de múltiplas opções de tratamento, alguns doentes com SPR apresentam progressão da doença ao longo do tempo, conduzindo a anomalias ortopédicas permanentes, incapacidade de andar e incapacidade. Num estudo longitudinal, apenas 19% dos doentes podiam trabalhar após 4 anos de seguimento. Os doentes referem uma redução acentuada da qualidade de vida devido a limitações físicas e sociais.

## Complicações
Os doentes com SPR correm maior risco de desenvolver problemas ortopédicos, como hiperlordose lombar, deformidades articulares e atrofias musculares, levando a posturas anormais e anomalias da marcha com risco acrescido de queda. À medida que a doença progride, os estímulos tácteis e auditivos inesperados podem desencadear a ocorrência de insuficiência autonómica com taquicardia, hipertensão e hipertermia.

## Melhorar os resultados da equipa de cuidados de saúde
A SPR é frequentemente uma doença subdiagnosticada ou mal diagnosticada, que pode levar a uma deterioração permanente da saúde física e mental se não for tratada atempadamente. Por conseguinte, os prestadores de cuidados de saúde devem procurar reconhecer e gerir a doença o mais cedo possível e sob os cuidados de um especialista em neurologia. Os doentes com SPS seriam melhor tratados por uma equipa interprofissional, incluindo um fisioterapeuta, um psiquiatra e um cirurgião ortopédico, para aumentar as suas hipóteses de recuperação e preservar a sua qualidade de vida. Além disso, é crucial monitorizar os doentes que recebem imunoterapia para detetar possíveis efeitos secundários. No caso de doentes com uma variante paraneoplásica, deve ser imediatamente iniciada uma pesquisa exaustiva de uma doença maligna subjacente.